# Aloe corallina
Aloe corallina ist eine Pflanzenart der Gattung der Aloen in der Unterfamilie der Affodillgewächse (Asphodeloideae). Das Artepitheton corallina stammt aus dem Lateinischen, bedeutet ‚korallenrot‘ und verweist auf die Blütenfarbe.

## Beschreibung

### Vegetative Merkmale
Aloe corallina wächst meist einzeln und ist stammbildend. Der Stamm weist einen Durchmesser von 0,5 Zentimeter auf. Die lanzettlich lang zugespitzten Laubblätter bilden dichte Rosetten. Die graugrüne, hell bereifte Blattspreite ist etwa 50 Zentimeter lang und 11 Zentimeter breit. Die Blattoberfläche ist undeutlich liniert. An jungen Laubblättern sind die rotbraunen Zähne am Blattrand winzig. Bei ausgereiften Laubblättern fehlen sie.

### Blütenstände und Blüten
Der Blütenstand besteht aus zwei bis drei Zweigen. Die ziemlich dichten, zylindrischen Trauben sind 17 bis 28 Zentimeter lang. Die länglich-spitzen Brakteen weisen eine Länge von 10 bis 15 Millimeter auf. Die korallenroten Blüten stehen an 10 bis 17 Millimeter langen Blütenstielen. Die Blüten sind 28 bis 35 Millimeter lang und an ihrer Basis kurz verschmälert. Über dem Fruchtknoten sind die Blüten bis zur Mitte erweitert und schließlich zur Mündung hin verengt. Ihre äußeren Perigonblätter sind auf einer Länge von 20 Millimetern nicht miteinander verwachsen. Die Staubblätter und der Griffel ragen etwa 5 Millimeter aus der Blüte heraus.

## Systematik, Verbreitung und Gefährdung
Aloe corallina ist in Namibia an Klippenwänden verbreitet.
Die Erstbeschreibung durch Inez Clare Verdoorn wurde 1979 veröffentlicht.
Aloe corallina wird in der Roten Liste gefährdeter Arten der IUCN als „Least Concern (LC)“, d. h. als in der Natur nicht gefährdet, eingestuft.

## Nachweise